# Astathes caloptera
Astathes caloptera là một loài bọ cánh cứng trong họ Cerambycidae.